# Please Don't Go (canção de Nayobe)
"Please Don't Go" (em português:  Por Favor Não Vá) é o single de estreia  da cantora Nayobe. O single foi lançado no final de 1984 e foi incluído no primeiro álbum da cantora.
A canção se tornou o primeiro sucesso de Nayobe, alcançando a posição #23 na parada de músicas dance mais tocadas dos Estados Unidos, a Hot Dance Music/Club Play. Em 1985 foi também lançado como single a versão em espanhol da canção, com o nome de "No Te Vayas".

## Faixas
12" Single
| N.º | Título                          | Duração |  |
| 1.  | "Please Don't Go"               | 6:46    |  |
| 2.  | "Please Don't Go" (Dub Version) | 6:17    |  |

12" Single (versão em espanhol)
| N.º | Título                       | Duração |  |
| 1.  | "No Te Vayas"                | 6:10    |  |
| 2.  | "No Te Vayas" (Instrumental) | 6:10    |  |

## Desempenho nas paradas musicais
| Parada musical (1985)                      | Melhor posição |
| ------------------------------------------ | -------------- |
| Estados Unidos (Hot Dance Music/Club Play) | 23             |